# Gustav Gräser
Gustav "Gusto" Arthur Gräser, född 16 februari 1879 i Kronstadt, Siebenbürgen, död 27 oktober 1958 i München, var en tysk-rumänsk konstnär och poet.
Gräser var förespråkare för alternativ livsstil, ”Vater der Alternativbewegungen”. Tillsammans med sin bror Karl Gräser (1875–1920), betraktas han som en ledande kraft i det tidiga 1900-talets reformrörelse (lebensreform) som fick sin start i Monte Verità vid Ascona.

## Biografi
I unga år var Gustav Gräser influerad av Karl Wilhelm Diefenbachs filosofi, och han bodde också under 1897 på Diefenbachs konstnärskoloni Himmelhof, vid Ober Sankt Veit nära Wien, där har verkade för sina tankar kring pacifism, en mänsklighet i harmoni med naturen och vegetarisk kosthållning, samtidigt som han studerade konst. Gräser kom dock inte överens med Diefenbachs ledarskap och han lämnade kolonin 1898 för att bilda en egen i München.
År 1900 bildade Gräser tillsammans med sin bror och andra personer ett kollektiv nära Monte Verita i Ascona. Bland invånarna  fanns många av tidens konstnärer och författare såsom Otto Gross, Leonhard Frank, Erich Muhsam, Franziska Countess zu Reventlow samt Herman Hesse som i sina verk starkt har influerats av Gräser.
År 1911 flyttade Gräser med sin familj till Berlin och blev en ledande kraft i rekonstruktionen av den tyska ungdomsrörelsen. Han möttes dock av motstånd och 1912 blev han arresterad. År 1915 blev han deporterad till Österrike och dömd till döden men bedömdes vara otillräknelig och spärrades istället in på mentalsjukhus en tid. Därefter återvände han till Monte Verita. Från 1927 var han verksam vid Berlins Anti-krigs-Museum, som förstördes efter 1933. Gräser gömde sig från den nazistiska regimen i München hos en poet han kände, och skrev då sina mest kända verk, bland annat Siebenmah och Wunderbar.
Gräser dog år 1958 i München. Hans opublicerade poesi finns på Stadsbiblioteket i München.